# 美浜プロムナード
美浜プロムナード（みはまプロムナード）とは、千葉県千葉市美浜区幕張ベイタウン内にある道路である。

## 概要
ほとんどの区間が石畳貼りとなっており、幕張ベイタウンのメインストリートとして商店街機能を果たしている